# Резорбція кістки
Резорбція кісток — це процес розщеплення кісткової тканини остеокластами, з вивільненням мінералів, що призводить до перенесення кальцію з кісткової тканини в кров.
Остеокласти — це багатоядерні клітини, що містять численні мітохондрії та лізосоми. Це клітини, що відповідають за резорбцію кісткової тканини. Остеобласти зазвичай присутні на зовнішньому шарі кістки, одразу під окістям. Процес починається з прикріплення остеокласту до остеона. Потім остеокласт індукує згортання своєї клітинної мембрани та секретує колагеназу та інші ферменти, важливі для процесу резорбції. Коли остеокласти проникають у кістку, в позаклітинну рідину вивільняється високий рівень кальцію, магнію, фосфату та продуктів колагену. Остеокласти відіграють важливу роль у руйнуванні тканин, що спостерігається при псоріатичному артриті та ревматологічних захворюваннях.
Людський організм постійно перебуває в стані ремоделювання кісток. Це процес, який підтримує міцність кісток та іонний гомеостаз шляхом заміни окремих частин старої кістки новосинтезованими пакетами білкової матриці. Кістка резорбцюється остеокластами та утворюється остеобластами в процесі, який називається осифікацією. Активність остеоцитів відіграє ключову роль у цьому процесі. Стани, що призводять до зменшення кісткової маси, можуть бути спричинені або збільшенням резорбції, або зменшенням осифікації. У дитинстві формування кісткової тканини переважає резорбцію. У процесі старіння резорбція переважає утворення.
Рівень резорбції кісток значно вищий у жінок старшого віку в постменопаузі через дефіцит естрогенів, пов'язаний з менопаузою. Загальні методи лікування включають препарати, що збільшують мінеральну щільність кісток. Бісфосфонати, інгібітори RANKL, SERM — селективні модулятори рецепторів естрогену, замісна гормональна терапія та кальцитонін — є деякими з поширених методів лікування. Легкі фізичні навантаження з обтяженнями, як правило, усувають негативні наслідки резорбції кісток.

## Регулювання
Резорбція кісток сильно стимулюється або гальмується сигналами з інших частин тіла, залежно від потреби в кальції.
Кальцій-чутливі мембранні рецептори в паращитовидній залозі контролюють рівень кальцію в позаклітинній рідині. Низький рівень кальцію стимулює вивільнення паратиреоїдного гормону (ПТГ) з головних клітин паращитоподібної залози. Окрім впливу на нирки та кишківник, ПТГ збільшує кількість та активність остеокластів. Збільшення активності вже існуючих остеокластів є початковим ефектом ПТГ, воно починається через кілька хвилин і посилюється протягом кількох годин. Постійне підвищення рівня ПТГ збільшує кількість остеокластів. Це призводить до більшої резорбції іонів кальцію та фосфату.
З іншого боку, високий рівень кальцію в крові призводить до зниження вивільнення ПТГ з паращитоподібної залози, що зменшує кількість та активність остеокластів, що призводить до меншої резорбції кісткової тканини. Вітамін D збільшує всмоктування кальцію та фосфатів у кишковому тракті, що призводить до підвищеного рівня кальцію в плазмі і, таким чином, до зниження резорбції кісток.
Кальцитріол (1,25-дигідроксихолекальциферол) є активною формою вітаміну D3. Він виконує численні функції, пов'язані з рівнем кальцію в крові. Недавні дослідження показують, що кальцитріол призводить до зменшення утворення остеокластів та резорбції кісток. З цього випливає, що збільшення споживання вітаміну D3 повинно призвести до зменшення резорбції кісткової тканини — було показано, що пероральне застосування вітаміну D не має лінійної кореляції зі збільшенням рівня кальцифедіолу в сироватці крові, попередника кальцитріолу.
Кальцитонін — це гормон, що виробляється щитоподібною залозою у людини. Кальцитонін знижує активність остеокластів та зменшує утворення нових остеокластів, що призводить до зменшення резорбції. Кальцитонін має більший ефект у маленьких дітей, ніж у дорослих, і відіграє меншу роль у ремоделюванні кісток, ніж ПТГ.
У деяких випадках, коли резорбція кістки випереджає окостеніння, кістка руйнується набагато швидше, ніж може відновитися. Вона стає більш пористою та крихкою, що наражає людей на ризик переломів. Залежно від того, в якій частині тіла відбувається резорбція кістки, можуть виникнути додаткові проблеми, такі як втрата зубів. Це може бути спричинено такими станами, як гіперпаратиреоз та гіповітаміноз D, або навіть зниженням вироблення гормонів у людей похилого віку. Деякі захворювання із симптомами зниження щільності кісток — це остеопороз та рахіт.
У астронавтів спостерігається підвищена резорбція кісток та знижене формування кісткової тканини. Через перебування в середовищі невагомості, астронавтам не потрібно так інтенсивно навантажувати свою опорно-рухову систему, як на Землі. Внаслідок відсутності стресу окостеніння зменшується, тоді як резорбція збільшується, що призводить до загального зниження щільності кісткової тканини.

## Алкоголізм
Вплив алкоголю на мінеральну щільність кісток (МЩК) добре відомий та добре вивчений у популяціях тварин та людей. Тривалий вплив етанолу прямими та непрямими шляхами збільшує ризик переломів, зменшуючи мінеральну щільність кісток та сприяючи розвитку остеопорозу. Непрямі наслідки надмірного вживання алкоголю виникають через гормон росту, статеві стероїди та оксидативний стрес.
Гормон росту є важливим регулятором росту та ремоделювання кісток у дорослих, і він діє через інсуліноподібний фактор росту 1 (IGF1), який стимулює диференціацію остеобластів. Хронічний алкоголізм знижує рівень IGF1, що пригнічує здатність гормону росту збільшувати мінеральну щільність кісток.
Збільшення споживання алкоголю пов'язане зі зниженням рівня тестостерону та естрадіолу в сироватці крові, що, у свою чергу, призводить до активації білка RANK (рецептор TNF), який сприяє утворенню остеокластів. Окислювальний стрес виникає, коли етанол індукує експресію фермента NOX, що призводить до продукування активних форм кисню (ROS) в остеобластах, що зрештою може призвести до старіння цих клітин. Прямі наслідки хронічного алкоголізму проявляються в остеобластах, остеокластах та остеоцитах. Етанол пригнічує активність та диференціацію остеобластів.
Водночас, алкоголь має прямий вплив на активність остеокластів. Це призводить до збільшення швидкості резорбції кісткової тканини та зниження мінеральної щільності кісткової тканини через збільшення кількості та площі ямок у кістці. Дослідження показали, що життєздатні остеоцити (інший тип кісткових клітин) можуть запобігати остеокластогенезу, тоді як апоптовані остеоцити, як правило, індукують стимуляцію остеокластів. Стимуляція апоптозу остеоцитів під впливом алкоголю може пояснити зниження мінеральної щільності кісток у людей, які хронічно вживають алкоголь.

## Клінічне значення
Резорбція кісток є невід'ємною частиною як фізіологічних, так і патологічних процесів.
Патологічна резорбція кістки може бути обмеженою (локальною) та спричинятися місцевим запаленням, наприклад, травмою або інфекцією. Одночасно запускаються активовані резорбцією місцеві фактори, включаючи фактори росту, цитокіни, простагландини тощо. Таку резорбцію кісткової тканини також можна спостерігати у пацієнтів з багатьма метаболічними захворюваннями скелета, особливо остеопенією та остеопорозом, ендокринними захворюваннями, ревматичними розладами та іншими випадками, а також у пацієнтів з генетичними порушеннями.
Фізіологічна резорбція кістки є невід'ємною частиною функціонування кістки, тоді як кістка постійно зростає завдяки двом процесам — руйнуванню та утворенню кісткової тканини. Локально це може проявлятися прорізуванням зуба, коли рух зубного фолікула супроводжується активною резорбцією кісткової тканини щелепи. Резорбція старої кістки та формування нової збалансовані в добре розвиненому скелеті. Однак з віком резорбція починає відігравати значну роль у процесах ремоделювання. Стоматологія розглядає резорбцію як розчинення або руйнування структури зуба. Це може бути запалення та втрата дентину або цементу.
Кісткова тканина — це динамічна система з активним метаболізмом. Ремоделювання кісткової тканини або кісткова ремоделювання — це послідовний ланцюг видалення старої кісткової матриці та її заміни новою.